# Round Lake, Saskatchewan
Round Lake är en sjö i Kanada.   Den ligger i provinsen Saskatchewan, i den sydöstra delen av landet, 2 100 km väster om huvudstaden Ottawa. Round Lake ligger 439 meter över havet. Arean är 11,3 kvadratkilometer. Den sträcker sig 3,4 kilometer i nord-sydlig riktning, och 8,4 kilometer i öst-västlig riktning.
Omgivningarna runt Round Lake är en mosaik av jordbruksmark och naturlig växtlighet. Trakten runt Round Lake är nära nog obefolkad, med mindre än två invånare per kvadratkilometer.